# Zakya Kafafi
Zakya Hussein Kafafi Ismail (née en 1948) est une scientifique égyptienne qui est professeure de génie électrique à l'université Lehigh. Ses recherches portent sur l'électronique imprimée et la photonique. Elle a été la première femme à être nommée directrice de la division de la recherche sur les matériaux de la National Science Foundation, période au cours de laquelle elle a géré un budget d'un milliard de dollars.
Kafafi est membre de l'Association américaine pour l'avancement des sciences, de l'Optical Society, de la Materials Research Society (en) et de Society of Photo-Optical Instrumentation Engineers (SPIE). Elle a également été élue membre de l'Académie nationale d'ingénierie des États-Unis (2021) pour ses contributions aux technologies des matériaux pour l'optoélectronique organique.

## Enfance et éducation
Kafafi vient d'Égypte,. Elle a dit qu'elle s'était intéressée à la chimie alors qu'elle était au lycée, et que son professeur de sciences l'appelait fréquemment la chimiste. Elle a commencé ses études de premier cycle en chimie à l'université de Houston, où elle a obtenu une mineure en mathématiques. Elle a déménagé à l'université Rice pour ses études supérieures, où elle a travaillé sur la spectroscopie à basse température. À l'université Rice, Kafafi était amie avec Marilyn E. Jacox (en). Après avoir terminé son doctorat, Kafafi a déménagé au Caire, où elle a été nommée professeure adjointe.

## Recherche et carrière
En 1986, alors qu'elle était en congé sabbatique de son poste universitaire, Kafafi s'est rendue aux États-Unis, où elle a découvert un emploi qui était ouvert dans la division des sciences optiques du laboratoire de recherche naval des États-Unis (NRL). Kafafi a finalement rejoint le NRL, où elle a créé la section d'optoélectronique organique. Là, elle a travaillé sur des matériaux optiques non linéaires et des lasers à centre de couleur. Elle est passée de la chimie à la science des matériaux et s'est finalement retrouvée en physique, étudiant les propriétés des Diode électroluminescente organique (OLED). Kafafi a passé plus de vingt ans à travailler au NRL, au cours desquels les écrans OLED ont trouvé leur place dans les téléviseurs et les téléphones portables.
En 2007, Kafafi a été nommée directrice de la Division de la recherche sur les matériaux de la National Science Foundation, période au cours de laquelle elle a vu un budget d'un milliard de dollars. Elle a été la première femme à occuper un tel poste,. En 2010, Kafafi est retournée en Égypte, où elle a cherché à développer des partenariats qui promouvaient l'énergie solaire à travers le pays.
Kafafi a rejoint la faculté de l'université Lehigh en 2008, où elle a été nommée Distinguished Research Fellow au Département de génie électrique. Là, elle a développé des nanostructures plasmoniques métalliques qui peuvent augmenter l'absorption de la lumière et l'efficacité du photovoltaïque,. Ces nanostructures permettent d'augmenter l'absorption optique de la couche active du photovoltaïque sans augmenter l'épaisseur de la couche, permettant d'améliorer les performances du dispositif sans compromettre la flexibilité ou le poids.
De 2011 à 2016, Kafafi a été rédactrice en chef du Journal of Photonics for Energy (en) . En 2014, Kafafi a été nommé rédactrice en chef inaugurale de la revue Science Advances,.

## Prix et distinctions
- 2004 NRL Edison Patent Award [14]
- 2005 Elue membre de la Society of Photo-Optical Instrumentation Engineers (SPIE)[15]
- 2007 Elue membre de l'Optical Society[16]
- 2007 Elue membre de l'Association américaine pour l'avancement des sciences [17]
- 2015 Elue Fellow de la Materials Research Society (en)[18]
- Prix Hillebrand 2017 de l'American Chemical Society [19],[20]
- 2018 Prix du Koweït en sciences appliquées de la Fondation koweïtienne pour l'avancement des sciences [21],[1]

## Publications (sélection)
- Kim, Gilmore, Piqué et Horwitz, « Electrical, optical, and structural properties of indium–tin–oxide thin films for organic light-emitting devices », Journal of Applied Physics, vol. 86, no 11,‎ 17 novembre 1999, p. 6451–6461 (ISSN 0021-8979, DOI 10.1063/1.371708, lire en ligne)</ref>
- Kim, Gilmore, Horwitz et Piqué, « Transparent conducting aluminum-doped zinc oxide thin films for organic light-emitting devices », Applied Physics Letters, vol. 76, no 3,‎ 10 janvier 2000, p. 259–261 (ISSN 0003-6951, DOI 10.1063/1.125740, lire en ligne)
- (en) Gan, Bartoli et Kafafi, « Plasmonic-Enhanced Organic Photovoltaics: Breaking the 10% Efficiency Barrier », Advanced Materials, vol. 25, no 17,‎ 2013, p. 2385–2396 (ISSN 1521-4095, PMID 23417974, DOI 10.1002/adma.201203323, lire en ligne)
- Zakya H. Kafafi, ORGANIC ELECTROLUMINESCENCE., CRC Press, 2019 (ISBN 978-0-367-39283-3, OCLC 1105948784, lire en ligne)